# بلادپاپ
مایکل تاکر (انگلیسی: Michael Tucker) که با نام بلادپاپ (انگلیسی: BloodPop) شناخته‌شده است، یک موسیقی‌دان، تهیه کننده و ترانه‌سرا اهل ایالات متحده آمریکا است.